# شهرستان السلفیه
ناحیهٔ السلفیه (به عربی: مدیریة السلفیة) یک ناحیه در یمن است که در استان ریمه واقع شده‌است.
ناحیهٔ السلفیه ۸۲٬۵۷۰ نفر جمعیت دارد.